# Unión Deportiva Fuerteventura
La Unión Deportiva Fuerteventura fue un club de fútbol de la ciudad de Puerto del Rosario (Las Palmas, España). Fue fundado en 2004. En 2009 jugó en el Grupo XII de la  Tercera División de España, pero el 23 de diciembre presentó renuncia a continuar en competición. El resto de la temporada compitió en únicamente en primera regional con el equipo que había sido filial hasta el momento. Al finalizar esa temporada el club decidió no volver a la competición regional.

## Historia
La Unión Deportiva Fuerteventura fue creada en 2004 en Puerto del Rosario como resultado de la fusión entre el Club Deportivo Fuerteventura y el Club Deportivo Corralejo, que jugaba en Segunda División B. El club descendió en esa misma temporada.
En la temporada 2006/07 accedió a la eliminatoria de ascenso después de quedar en 4.º lugar del grupo XII de Tercera División. Tras vencer en las dos eliminatorias ascendió a segunda división B nuevamente.
En la temporada 2007/08 alcanzó la mejor clasificación de su historia al quedar 3.º en la fase regular de grupo I de Segunda División B, y se clasificó por primera vez para la promoción de ascenso a la Segunda División, aunque fue eliminada por el Alicante CF en la primera ronda (0-0 y 0-3).

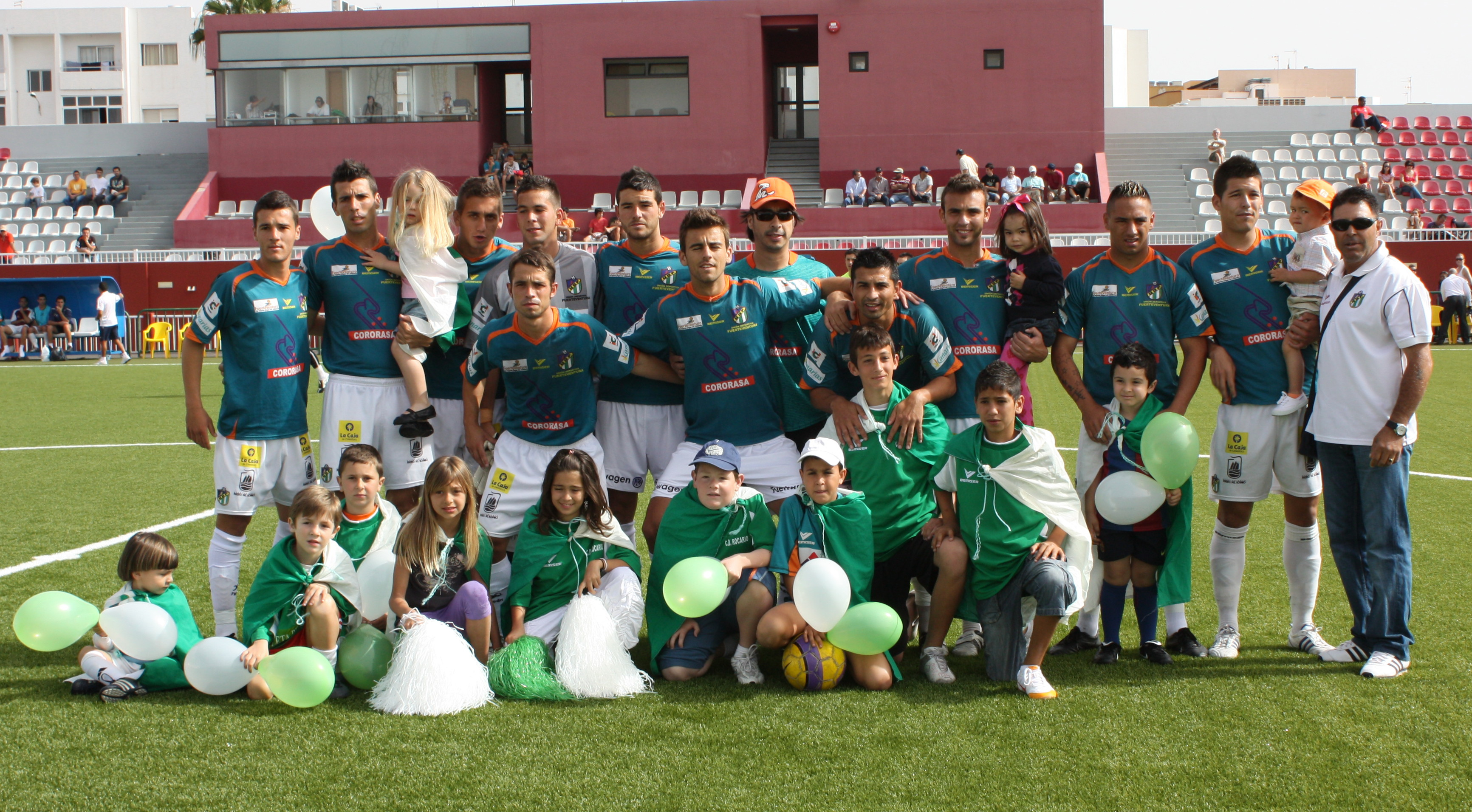
Once del UD Fuerteventura

En la temporada 2008/09, pese a quedar fuera de los puestos de descenso, volvió a Tercera División por impago de la deuda con los jugadores. Sin embargo, la situación se agravó: con las fichas de los jugadores bloqueadas por falta de pago y por tanto sin el mínimo de futbolistas, el 23 de diciembre de 2009 el club, sin dirigentes, presentó la renuncia a seguir en competición. La renuncia no fue aceptada, pero la incomparecencia del club a los partidos siguientes provocó su descalificación. De esta manera el club continuó su existencia únicamente con los que hasta ese momento habían sido filiales en el grupo III de la Primera regional de la provincia de Las Palmas.

## Uniforme
- Uniforme titular: camiseta verde, pantalón blanco, medias blancas.
- Uniforme alternativo: camiseta naranja, pantalón negro, medias negras.

## Estadio
El Estadio municipal Los Pozos se encuentra en Puerto del Rosario. Cuenta con una capacidad de 2000 espectadores y su terreno de juego es de césped artificial.

## Todas las temporadas
| Temporada | División       | Posición | Copa del Rey         |
| --------- | -------------- | -------- | -------------------- |
| 2004/05   | 2.ª División B | 17.º     |                      |
| 2005/06   | 3.ª División   | 1.º      |                      |
| 2006/07   | 3.ª División   | 4.º      |                      |
| 2007/08   | 2.ª División B | 3.º      |                      |
| 2008/09   | 2.ª División B | 15.º     | Segunda eliminatoria |
| 2009/10   | 3.ª División   | 22.º     |                      |

### Datos del club
- Temporadas en 2.ª División B: 3
- Temporadas en 3.ªDivisión: 3

## Trofeos amistosos
- Torneo de San Ginés: (1) 2007

## Entrenadores
- José Juan Almeida (2004-2005)
- Adolfo Pérez Rodríguez (2005)
- Álvaro Antonio Pérez Domínguez (2005-2007)
- José Juan Almeida (2007-2009)
- Ciro Roger (2009-2010)